# Ben Becker (artiste)
Pour les articles homonymes, voir Ben Becker et Becker.
Ben Becker (né le 19 décembre 1964 à Brême) est un acteur, comédien de doublage et chanteur allemand. Il perce en 1995 dans l'adaptation cinématographique du roman Frère sommeil de Joseph Vilsmaier. Il a joué dans plus de 80 productions cinématographiques et télévisuelles et a participé à de nombreuses mises en scène de théâtre.

## Biographie

### Débuts et théâtre
Dès son enfance, Becker participe à des pièces radiophoniques (entre autres à la RIAS de Berlin dans Die 25. Stunde de George Tabori) et joue des petits rôles au cinéma. À la fin de sa scolarité, il travaille comme machiniste à la Schaubühne am Lehniner Platz et suit des cours de théâtre à Brême de 1985 à 1987. Il obtient ensuite son premier engagement au théâtre Ernst Deutsch de Hambourg. Il se rend ensuite au Staatstheater de Stuttgart, où il incarne Ferdinand dans Kabale und Liebe de Schiller en 1991-1992, puis au Schauspielhaus de Düsseldorf, tout en jouant le rôle de Tybalt dans Roméo et Juliette de Shakespeare au Deutsches Schauspielhaus de Hambourg en 1993-1994.
En 1999, il tient le rôle principal dans la dramatisation de Berlin Alexanderplatz d'Alfred Döblin au théâtre Maxime-Gorki de Berlin. En 2001, Becker interprète un tueur d'enfants dans Bash : Stücke der letzten Tage de Neil LaBute au Kammerspiele de Hambourg, où il raconte son crime, assis seul sur une chaise. La mise en scène de cette pièce était assurée par Peter Zadek. Spiegel Online avait alors qualifié la mise en scène de « cruellement bonne ».
En 2009, Becker joue et parle le narrateur dans la production Arena-Theater Ben Hur Live dans les pays germanophones. Entre 2009 et 2012, Becker interprète la Mort dans Jedermann au Festival de Salzbourg.

### Film et télévision
Becker se fait remarquer pour la première fois au cinéma en 1991 dans le road movie Das serbische Mädchen. Il y incarne le petit ami allemand arrogant de l'héroïne serbe enceinte. En 1994, il joue le rôle de Peter, amoureux du protagoniste, dans le film Frère sommeil de Joseph Vilsmaier, qui est présenté pour la première fois en 1995. En 1997, il incarne le chanteur Robert Biberti dans le film biographique Comedian Harmonists. En 1999, il joue l'activiste gay Adolf Brand dans L'Einstein du sexe de Rosa von Praunheim, aux côtés de sa mère, de son beau-père et de sa sœur. En 2005, il joue dans le film artistique trash Santos - Heldentaten die keiner brauchen, dans lequel son ami et cameraman Peppi Streich le filme en train d'accomplir des actes bizarres dans les rues et les bars de Berlin, vêtu d'un costume de catcheur. En 2007, il apparait dans le documentaire télévisé Luther - Kampf mit dem Teufel dans le rôle du réformateur Martin Luther. En 2008, il apparait devant la caméra dans le rôle-titre du proxénète Tiger aux côtés de Herbert Knaup et Susanne Lothar pour la tragi-comédie Der Tiger oder Was Frauen lieben! de Niki Stein.
Il joue à plusieurs reprises avec sa famille sur scène et devant la caméra. En 1994, il apparait aux côtés de sa mère, de son beau-père et de sa sœur dans le film Polizeiruf 110: Totes Gleis dans le rôle du garde-barrière Jobst Dettmann. En 1995, Ben Becker écrit et met en scène la pièce de théâtre Sid und Nancy sur le bassiste Sid Vicious des Sex Pistols, sa sœur Meret jouant le rôle de la maniaque Nancy Spungen dans cette histoire d'amour tragique. La production théâtrale se déroule de manière extrêmement chaotique, devant être interrompue à plusieurs reprises, et se retrouve sur le fil du rasoir à plusieurs reprises, jusqu'à ce qu'elle puisse enfin être jouée dans le bar branché de l'époque, Ex'n'Pop. Les répétitions sont suivies par la caméra du réalisateur Uli M Schueppel, qui utilisera le matériel pour réaliser le film documentaire Sid&Nancy/Ex&Pop, sorti en 1996. En 2013, il apparait aux côtés de sa sœur dans le film de contes de fées La Petite Sirène dans le rôle du roi de la mer. En 2022, Becker joue pour la première fois aux côtés de son père biologique Rolf Becker dans l'épisode Ein guter Mensch (Un homme bon) de la série hospitalière En toute amitié diffusée sur la chaîne ARD, en tant que prétendu policier Ulrich Zweigert.

### Musique
Comme sa sœur Meret, Ben Becker est actif en tant que musicien. En 1997, l'album Und Lautlos Fliegt Der Kopf Weg sort, suivi en 2001 par Wir heben ab. Becker enregistre ces deux albums avec le Zero Tolerance Band (Ulrik Spies et Jacki Engelken). En tant que chanteur, on peut également entendre Becker sur l'album Große Freiheit : Lieder und Geschichten aus Sankt Pauli, sorti en 2005.
En 2012, Becker se produit dans les concerts-spectacles Eines langen Tages Reise in die Nacht et Den See au St. Pauli Theater de Hambourg et interprète plusieurs chansons écrites par lui-même et son directeur musical, le compositeur Yoyo Röhm.
En juin 2014, Becker apparait en tant qu'annonceur lors du concert de retour du groupe allemand de rock Böhse Onkelz à Hockenheimring. Cette annonce, au cours de laquelle Becker a hurlé pendant trois minutes et demie dans le microphone, est jugée par la presse comme une « honte » ou du moins comme « obscure »,,.
Becker ouvre l'album éponyme du groupe, sort en 2020, avec le prologue qu'il a prononcé.

### Autres activités artistiques
En 2000, Becker ouvre avec Dimitri Hegemann le bar Trompete sur la Lützowplatz à Berlin-Tiergarten. Dans les années 2000, Ben Becker fait de la publicité pour les brasseries Eichbaum.
Dans le projet Rilke, publié entre mars 2001 et novembre 2015 par l'équipe de compositeurs et de producteurs Schönherz und Fleer, qui met en musique des œuvres du poète Rainer Maria Rilke, il participe aux côtés de Nina Hagen, Xavier Naidoo, Mario Adorf, Hannelore Elsner et la chanteuse d'opéra Montserrat Caballé. Avec le compositeur Yoyo Röhm, il fait en 2014 une tournée en Allemagne avec sa performance littéraire Der ewige Brunnen, qui comprenait une sélection de poésie allemande qu'il avait faite.

## Controverse autour des Hells Angels
Selon ses propres dires, Becker sympathise avec les Hells Angels. Il a ainsi chanté une chanson des Hells Angels et a été porte-parole dans un message vidéo publié par le club. Dans sa biographie, il décrit leur « inaccessibilité et leur dangerosité », qui ont pour lui une « beauté ». En 2011, il a joué un rôle important dans le film des Hells Angels 81 - The Other World, « il fait quasiment le tour du film avec ses déclarations positives sur les Hells Angels »,.

## Vie personnelle
Ben Becker est issu d'une famille d'artistes. Il est le fils de Monika Hansen et de Rolf Becker, le beau-fils d'Otto Sander, le frère de Meret Becker ainsi que le neveu de Jonny Buchardt. Sa grand-mère maternelle était la comédienne Claire Schlichting, son grand-père était danseur. Les parents de Becker se sont séparés lorsqu'il avait dix ans. Il a grandi avec sa mère et son beau-père à Hambourg, Stuttgart et Berlin.
L'autobiographie de Becker, Na und, ich tanze, est publiée en automne 2011.
Becker a une fille (née en 2000) avec sa femme, qu'il a épousée en 2012 après 14 ans de relation, et vit à Berlin.